# Paul Poggendorff

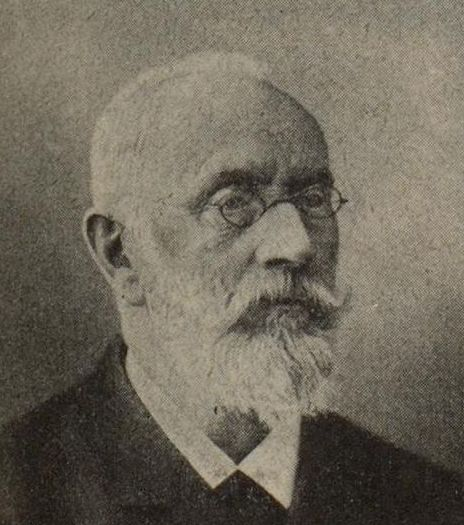
Paul Poggendorff, um 1908

Paul Adolf Poggendorff (* 21. Oktober 1832 in Berlin; † 27. Februar 1910 ebenda) war ein deutscher Agronom, Schriftsteller und Lyriker. 

## Leben
Poggendorff, Sohn des Physikers Johann Christian Poggendorff, absolvierte ab 1850 eine mehrjährige Lehrzeit in landwirtschaftlichen Betrieben und bereiste 1856 Belgien und England. Über diese Reisen schrieb er zwei vortreffliche Bücher, die er 1858 und 1860 veröffentlichte. Von 1857 bis 1883 war er als Gutsverwalter tätig. 1884 wurde er Geschäftsführer im seinerzeit berühmten Klub der Landwirte zu Berlin. In dieser Funktion wirkte er erfolgreich bis zum Jahre 1902. Er war eng mit dem Landtechniker Max Eyth befreundet und gehörte zeitweise dem Direktorium der Deutschen Landwirtschafts-Gesellschaft an. 

## Schriften
- Die Landwirthschaft in Belgien. Reisefrüchte aus den Monaten April, Mai und Juni 1856 zugleich als Handbuch und Wegweiser für reisende Landwirthe. Barth, Leipzig 1858.
- Die Landwirthschaft in England. Reisefrüchte aus den Monaten Juli bis November 1856 zugleich als Handbuch und Wegweiser für reisende Landwirthe. Barth, Leipzig 1860.